# Procesul (film din 1962)

Afișul original al filmului

Procesul este un film distopic de proces regizat de Orson Welles după propriul scenariu bazat pe romanul omonim al lui Franz Kafka. A avut premiera la 22 decembrie 1962, fiind distribuit de Astor Pictures. Coloana sonoră este compusă de Jean Ledrut. Cheltuielile de producție s-au ridicat la 1.300.000 $. Filmul a avut încasări de 998.779 $.

## Rezumat
Josef K. (Anthony Perkins) doarme în dormitorul său, într-un apartament pe care îl împarte cu alți locatari. Este trezit când un bărbat în costum deschide ușa dormitorului. Josef presupune că bărbatul este un polițist, dar intrusul nu se identifică și ignoră cererea lui Josef de a arăta un act de identitate al poliției. Câțiva detectivi intră și îi spun lui Josef că este în stare de arest la domiciliu. În altă cameră, Josef K. vede trei colegi de serviciu de la locul său de muncă; sunt acolo pentru a oferi dovezi cu privire la o infracțiune nedeclarată. Poliția refuză să-l informeze pe Josef K. cu privire la acuzațiile care i se aduc sau chiar dacă este acuzat de vreo infracțiune și nu îl iau în arest.
După ce detectivii pleacă, Josef discută cu proprietara, doamna Grubach (Madeleine Robinson) și vecina, domnișoara Bürstner (Jeanne Moreau), despre vizita ciudată. Mai târziu, el merge la birou, unde supraveghetorul său crede că a avut relații necorespunzătoare cu verișoara sa de 16 ani. În acea seară, Josef participă la operă, dar este chemat de către un inspector de poliție (Arnoldo Foà) și dus într-o sală de judecată, unde încearcă în zadar să se confrunte cu cazul încă nedeclarat împotriva lui.
Josef se întoarce la biroul său și îi descoperă pe cei doi ofițeri de poliție care l-au vizitat mai întâi biciuiți într-o cameră mică. Unchiul lui Josef Max sugerează ca Josef să se consulte cu Hastler (Orson Welles), un avocat. După scurte întâlniri cu soția unui gardian de sală (Elsa Martinelli) și o cameră plină de bărbați condamnați care așteaptă procesul, Josef se întâlnește cu Hastler, ceea ce se dovedește a fi nesatisfăcător.
Amanta lui Hastler (Romy Schneider) sugerează ca Josef să ceară sfatul pictorului Titorelli (William Chappell), dar acest lucru se dovedește, de asemenea, inutil. Căutând refugiu într-o catedrală, Josef află de la un preot (Michael Lonsdale) că a fost condamnat la moarte. Hastler apare brusc în catedrală pentru a confirma afirmația preotului.
În seara dinaintea celei de-a treizeci și unu aniversări ale sale, Josef este prins de doi călăi și dus într-o groapă de carieră, unde este obligat să-și scoată o parte din hainele sale. Călăii trec un cuțit de la unul la altul, aparent deliberând cu privire la cine va face fapta, înainte de a-i înmâna cuțitul omului condamnat, care refuză să se sinucidă. Călăii îl lasă pe Josef în carieră și aruncă dinamită în groapă. Josef râde de călăii săi și ridică dinamita. De la distanță se poate auzi o explozie și se vede fumul cum se ridică în aer.

## Distribuție
Rolurile principale au fost interpretate de actorii:
- Anthony Perkins - Josef K.
- Jeanne Moreau - Marika Burstner
- Romy Schneider - Leni
- Elsa Martinelli - Hilda
- Suzanne Flon - dra Pittl
- Orson Welles - Albert Hastler, avocat
- Akim Tamiroff - Bloch
- Madeleine Robinson - dna Grubach
- Paola Mori - Court archivist
- Arnoldo Foà - Inspector A
- Fernand Ledoux - Chief Clerk of the Law Court
- Michael Lonsdale - preotul
- Max Buchsbaum - Examining Magistrate
- Max Haufler - unchiul Max
- Maurice Teynac - Deputy Manager
- Wolfgang Reichmann - Courtroom Guard
- Thomas Holtzmann - Bert the law student
- Billy Kearns - First Assistant Inspector
- Jess Hahn - Second Assistant Inspector
- Naydra Shore- Irmie, Joseph K.'s cousin
- Carl Studer - Man in Leather
- Jean-Claude Rémoleux - polițistul #1
- Raoul Delfosse - polițistul #2
- William Chappell - Titorelli